# Drepanogynis leptodoma
Drepanogynis leptodoma är en fjärilsart som beskrevs av Louis Beethoven Prout 1917. Drepanogynis leptodoma ingår i släktet Drepanogynis och familjen mätare. Inga underarter finns listade i Catalogue of Life.